# Körber
Körber, «Кёрбер» — немецкая компания, производитель промышленного оборудования и программного обеспечения. Штаб-квартира расположена в Гамбурге.

## История

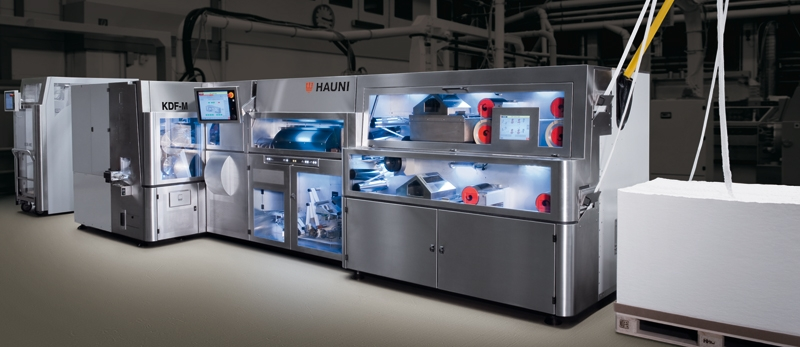
Линия по производству сигаретных фильтров Hauni

Компанию основал Курт Кёрбер. С 1935 года он работал инженером в производителе оборудования для табачной промышленности Universelle Zigarettenmaschinenfabrik в Дрездене. По итогам Второй мировой войны Дрезден оказался в советской оккупационной зоне, и в 1946 году Курт Кёрбер переехал в Гамбург, где создал филиал Universelle. В феврале 1947 года этот филиал стал самостоятельной компанией, зарегистрированной под названием Hauni Maschinenfabrik Körber & Co. Первым клиентом компании стала сигаретная фабрика Reemtsma, которая также базировалась в Гамбурге. В 1948 году с помощью Эрика Варбурга было открыто представительство в Нью-Йорке, а в 1955 году — американский производственный филиал Hauni Richmond Inc. В 1960-х годах были открыты заводы в ЮАР и Ирландии; к этому времени большинство производителей сигарет во всём мире использовали оборудование Hauni.
В 1970 году была куплена гамбургская компания E.C.H. Will, выпускавшая оборудование для производства бумаги. Это направление деятельности было расширено в 1976 году покупкой компании Womako Maschinenkonstruktion, которая базировалась в Штутгарте. Следующим приобретением в 1978 году стал производитель шлифовальных станков Blohm. В 1983 году была поглощена компания Schaudt Maschinenbau. В 1987 году название основной компании было изменено на Körber AG; к этому времени у неё было 15 дочерних структур и 6 тыс. сотрудников, её годовая выручка превышала 1 млрд марок.
После смерти основателя в 1992 году единственным акционером компании стал благотворительный фонд Körber Stiftung. В 1994 году был куплен производитель оборудования для табачной промышленности в Венгрии; в 2001 году в Малайзии был открыт завод по ремонту оборудования. Подразделение оборудования для бумажной промышленности также было расширено в 1994 году покупкой 2 итальянских компаний, Cassoli и Fabio Perini. В 2002 году были куплены 2 швейцарские компании, Rondo AG и Dividella AG, которые выпускали оборудование для расфасовки лекарств. Это новое направление было дополнено в 2003 году немецкой компанией Klöckner Medipak.
В 2008 году была приобретена компания Langhammer, ставшая основой нового подразделения оборудования для цепочек поставок. Позже оно было дополнено рядом поглощений, включая дочернее предприятие Siemens Logistic по производству оборудования для автоматической сортировки писем и посылок, купленное в 2022 году за 1,15 млрд евро.
В июле 2018 года была продана дочерняя компания по производству шлифовальных станков United Grinding Group. В ноябре 2023 года было продано подразделение оборудования для производства бумаги, его за 380 млн евро купила финская компания Valmet.

## Деятельность

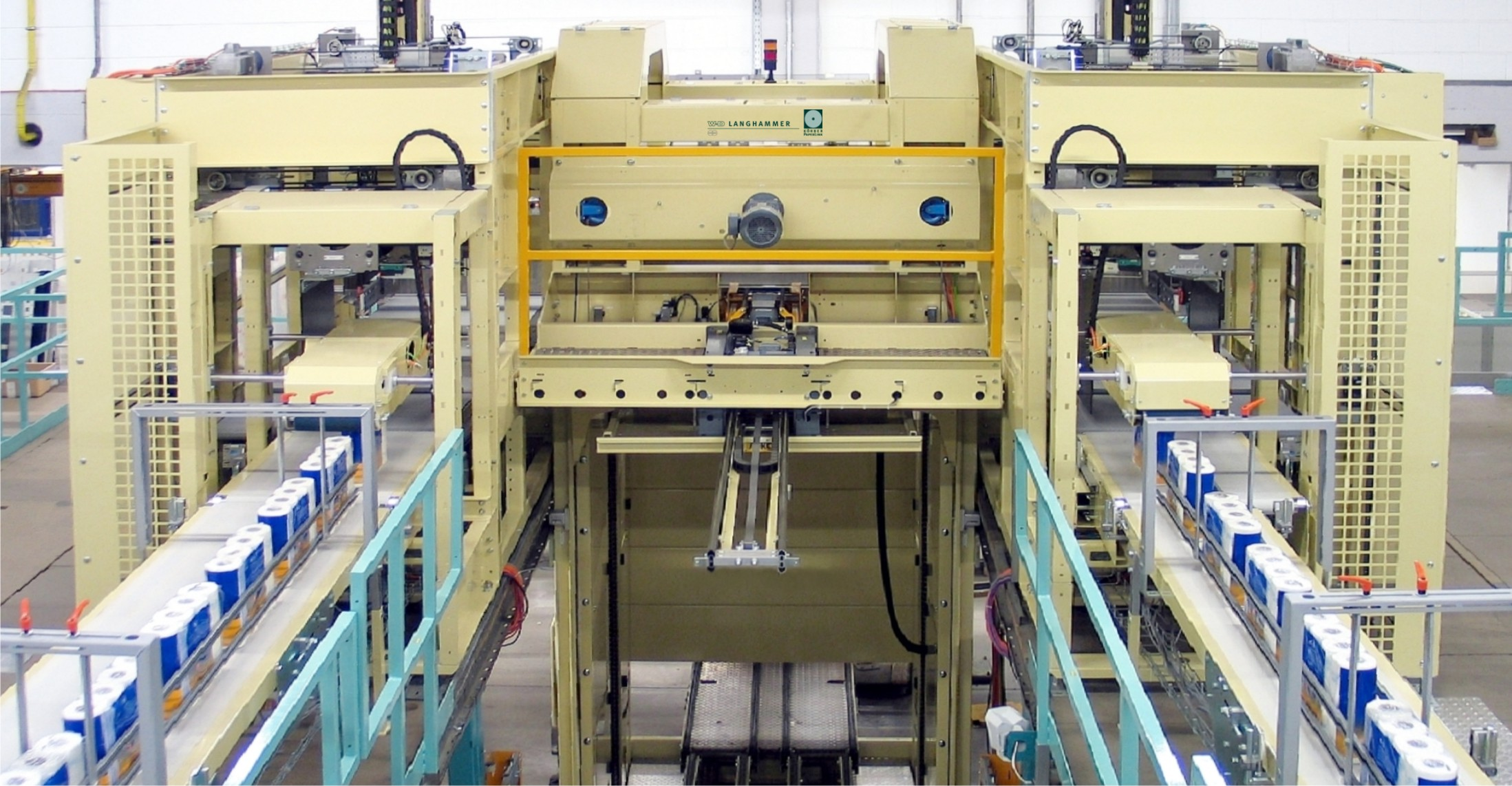
Паллетизатор Langhammer

Подразделения компании по состоянию на 2024 год:
- Digital — разработка программного обеспечения для промышленности;
- Pharma — производство оборудования для фармацевтической промышленности;
- Supply Chain — производство складского оборудования, систем сортировки посылок и писем;
- Technologies — производство оборудования для табачной и пищевой промышленности.